# Agua de Colonia

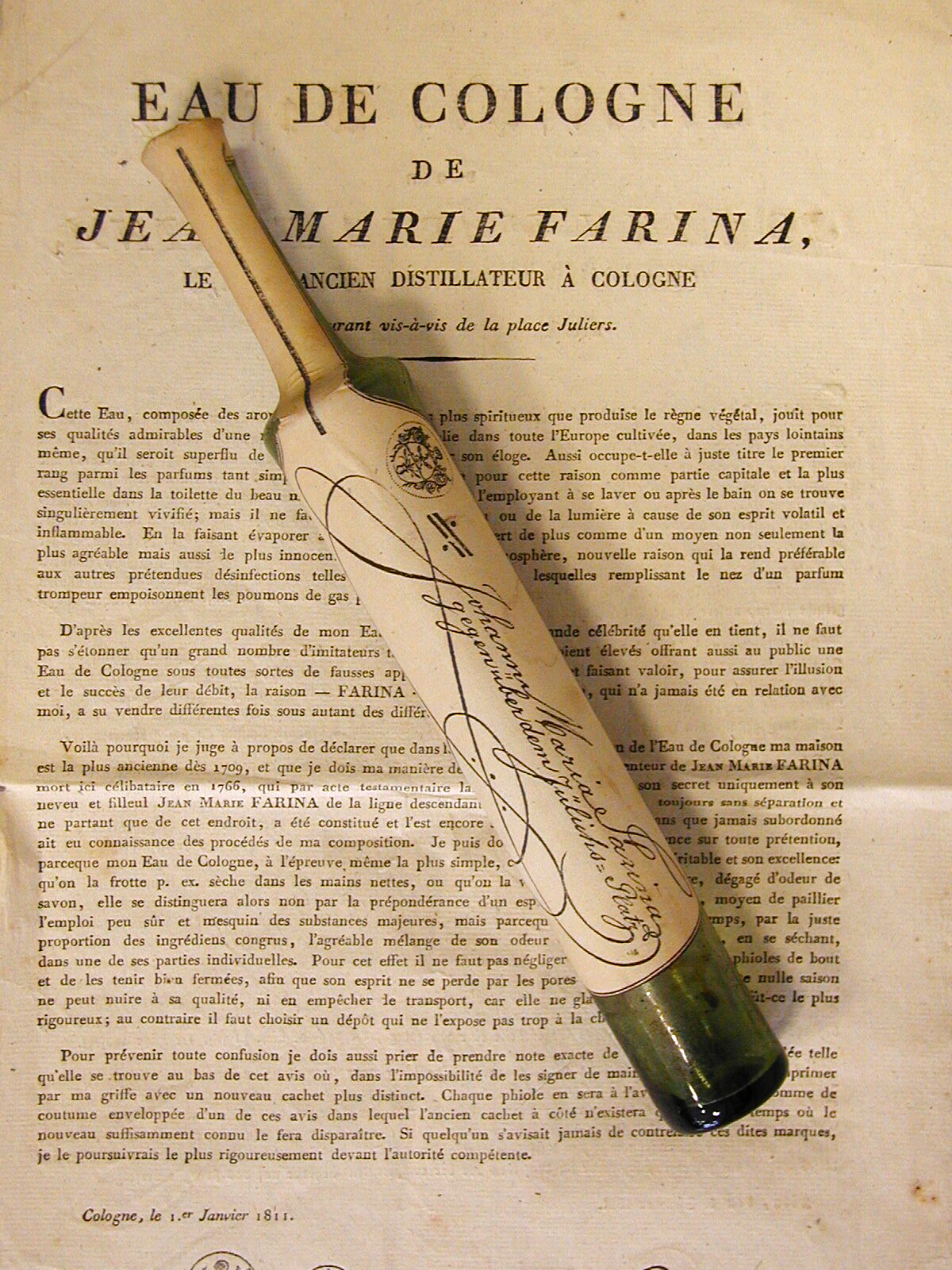
Eau de Cologne original (1709).

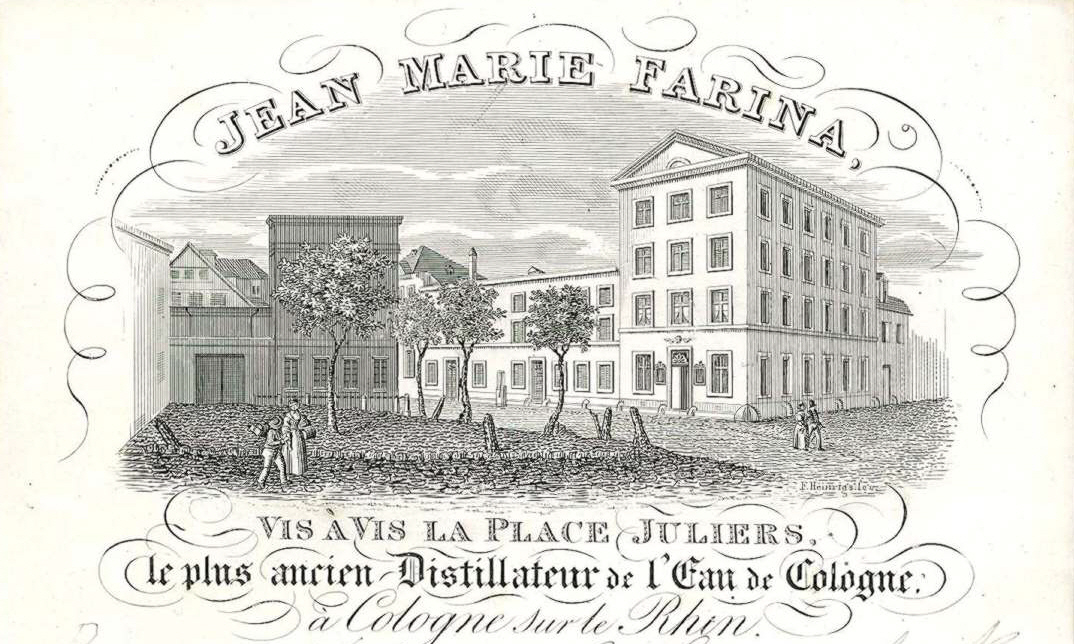
La Casa Farina en 1800.

El agua de Colonia (en francés, eau de Cologne; en alemán, Kölnisch Wasser) es una denominación registrada como la marca de perfume más antigua del mundo. Esta agua perfumada es una solución de aceites etéreos diluidos en un solvente etanol, que en el Agua de Colonia original de Juan María Farina (1685–1766) contiene entre 4–8 % de aceites esenciales. Su nombre se debe a que fue creada en la ciudad de Colonia, Alemania.

## Historia

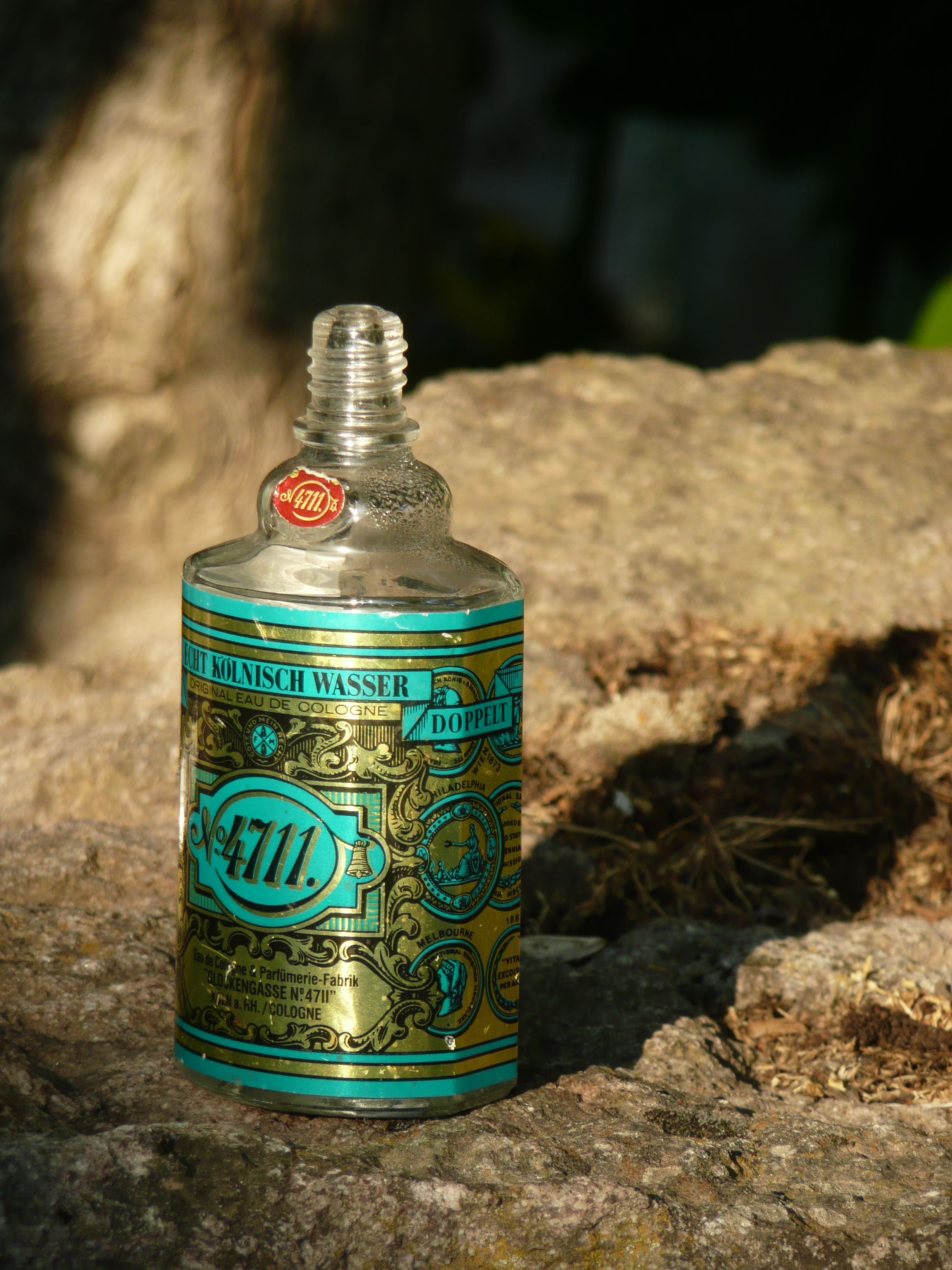
Frasco actual de 4711, la más famosa agua de Colonia.

La eau de Cologne original fabricada por la firma Johann Maria Farina gegenüber dem Jülichs-Platz fue creada por el italiano Giovanni Maria Farina (1685–1766) a principios del siglo XVIII. Este aroma era bastante innovador para la época, pues se trataba de una fragancia muy fresca en contraposición a la de los cargados perfumes (sobre todo franceses) que se usaban en aquel entonces. Gracias al agua de Colonia, la ciudad de Colonia fue reconocida en Europa en los siglos XVIII y XIX como «Ciudad de Fragancias».
Aunque la idea de las aguas perfumadas fue anterior a la creación hecha por G. M. Farina, o en alemán, J. M. Farina, este creó en 1709 su fragancia «Farina aqua mirabilis» o «Farina Eau de Cologne» basada en aceites esenciales de limón, naranja, bergamota, mandarina, lima, cedro, pomelo y en una mezcla secreta de hierbas. Esta agua perfumada es fabricada hasta la fecha de acuerdo a la receta original por la casa Farina y se encuentra patentada como Eau de Cologne.
Los conocimientos de Farina en destilación, esencias, procesos de maceración y extracción eran considerables y fueron resultado del influjo de su familia materna (su abuela provenía de la familia Gennari, los famosísimos perfumistas italianos del siglo XVII).
Farina llegó a describir personalmente la fragancia del agua de Colonia: «He descubierto un perfume que me hace recordar un amanecer italiano, narcisos de montaña, azahares de naranjo justo después de la lluvia. Me refresca y refuerza mis sentidos y mi fantasía» (tomado del archivo Farina; traducción libre de una carta escrita por G. B. Farina a su hermano Bautista en 1708).
Quizás la marca de agua de Colonia más famosa del mundo sea la también alemana 4711. Esta conocida fábrica se instaló casi 100 años después que la original y tomó su nombre por encontrarse en la calle Glockengasse número 4711, en el centro de la ciudad de Colonia. Aunque la fragancia 4711 es diferente a la eau de Cologne original de Farina, esta marca se ha hecho mundialmente conocida y posee también una larga tradición.
Los orígenes de 4711 estuvieron marcados por la compra en 1803 de una licencia a un Farina homónimo de G. M. Farina, en Bonn, Alemania. La compra la realizó Wilhelm Mülhens, fundador de 4711. Esta licencia llegó a ser invalidada.
La definición de «agua de Colonia», o simplemente «colonia», se ha vuelto con el tiempo genérica en perfumería. Actualmente se considera «colonia» aquel compuesto perfumado en el que la proporción de aceites esenciales de origen vegetal en el solvente (alcohol diluido en agua) sea mayor del 5 % y menor del 10 %.
Desde el 27 de abril de 1939 se ha reglamentado en Alemania la definición genérica para la Kölnisch Wasser o agua de Colonia. Se considera oficialmente que un agua de Colonia debe ser fabricada con un volumen del 70 % de alcohol etílico y con «determinados» tipos de perfume. La definición de Kölnisch Wasser doppelt (eau de Cologne double), o agua de Colonia doble, debe contener un volumen del 77 % de alcohol.
Se define también Wasch-Kölnisch Wasser o Bade-Kölnisch Wasser (Wasch-Eau de Cologne, Bade-Eau de Cologne, 'agua de baño, o de tocador, de Colonia') como aquella que como mínimo contenga un volumen del 40 % de alcohol.
En 1995 se honró al «padre del Agua de Colonia» con una escultura en la renovada torre del Ayuntamiento. Farina está enterrado en el cementerio de Melatenfriedhof, en Colonia.
Actualmente, los siguientes fabricantes de agua de Colonia son representantes de la antigua tradición perfumera en la industria alemana:
- Farina Haus, casa fundacional del agua de Colonia, en Obenmarspforten 21, Colonia;
- 4711 Haus, Glockengasse 4711, Colonia.

## Otros idiomas
- En alemán: kölnisch Wasser
- En francés: eau de Cologne
- En finés: Kölnin vesi
- En inglés: Cologne
- En italiano: acqua di Colonia
- En latín: spiritus Coloniensis
- En español: agua de Colonia
- En portugués: água-de-Colónia
- En catalán: aigua de Colònia
- En gallego: auga de Colonia